# 大内インターチェンジ
大内インターチェンジ（おおうちインターチェンジ）は、三重県伊賀市大内にある名阪国道のインターチェンジである。

## 道路
- E25 名阪国道（17番）

## 周辺
- 元祖 京都第一旭 名阪大内店
- 名阪茶屋
- 花之木マルシェ
- 上野大内郵便局
- 伊賀市立成和西小学校

また、2022年3月末まで、当IC北側に名阪上野ドライブインが営業していた。

### バス停
インターの亀山方面出入口側に国道大内バス停があり、三重交通の路線が停車する。
- 60系統：国道山添 行、上野市駅 行

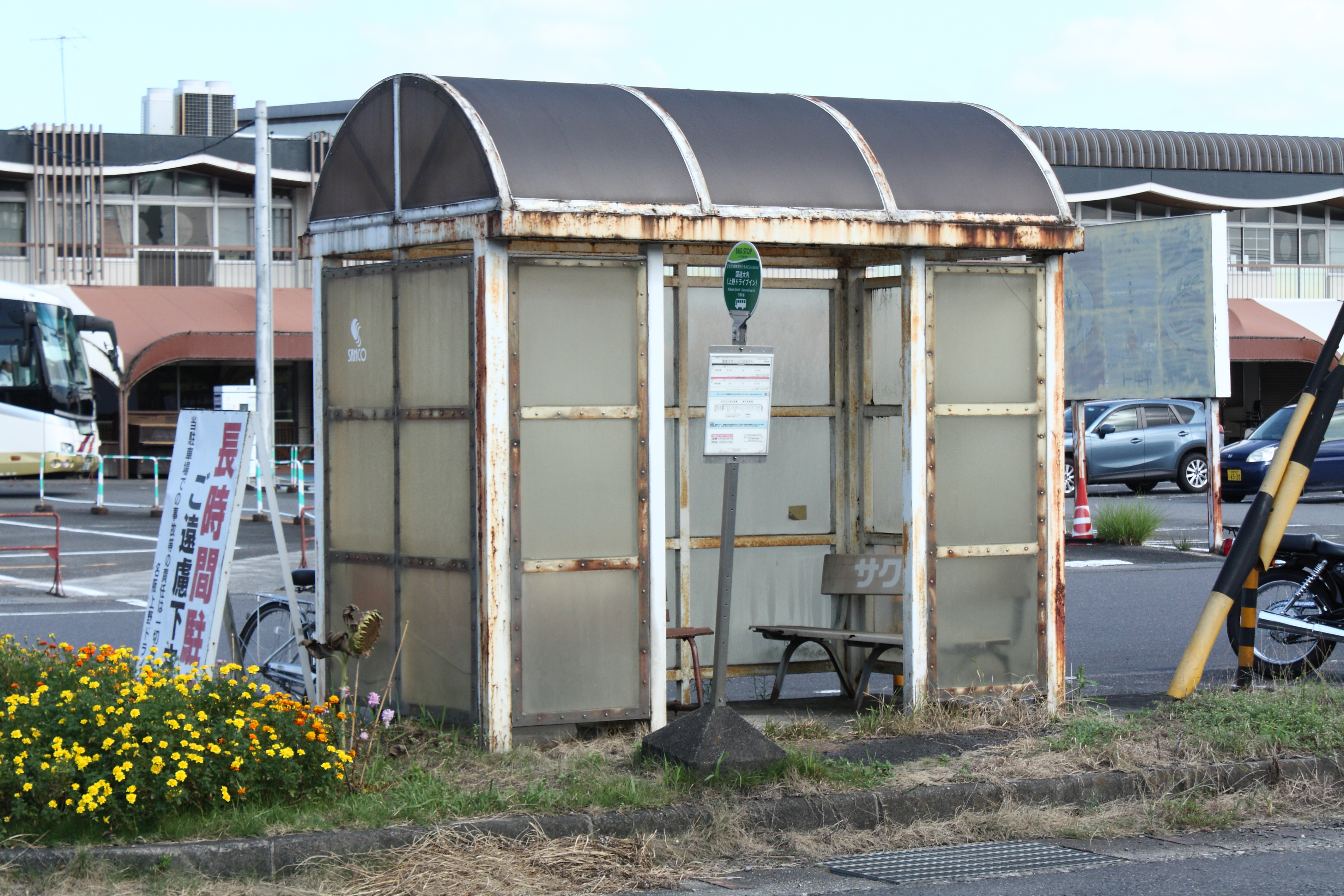
国道大内（上野ドライブイン）バス停

## 隣
E25 名阪国道
(16) 上野IC - (17) 大内IC/BS - 上野PA/七本木BS（天理方面のみ） -  (18) 白樫IC/BS